# Splendora
Splendora est un groupe féminin de punk rock américain, originaire de New York. Le groupe fait son entrée dans le monde musical en 1995, avec un premier album, intitulé In the Grass.

## Biographie
Auparavant, Janet Wygal faisait partie du groupe The Individuals, dans le New Jersey, avec son frère Doug. Après la séparation du groupe en 1983, Janet et Doug forment le groupe The Wygals. Quelque temps après, Janet Wygal accompagnée de sa sœur et de trois autres filles, forme son propre groupe, Splendora. 
En 1995, le groupe sort son premier album, In the Grass. Splendora est contacté en février 1997 par MTV, pour composer et interpréter le générique pour une nouvelle série, Daria. Splendora est choisie après que Susie Lynn, productrice de la série, a entendu l'album du groupe. Le groupe propose quatre maquettes ; la chanson retenue est You're Standing on My Neck et devient le générique de la série.
Par la suite, le groupe compose deux autres chansons, destinées aux deux longs métrages que compte la série. Il s'agit de « Turn Down The Sun » pour Vivement la rentrée et « College Try (Gives me Blisters) » pour Adieu le lycée.

## Membres
- Janet Wygal - chant, guitare
- Tricia Wygal - chant, basse
- Delissa Santos - batterie
- Cindy Brolsma - violoncelle
- Jennifer Richardson - violon

## Discographie

### Autres
- 1997 : You're Standing on My Neck
- 2000 : Turn Down the Sun
- 2002 : College Try (Gives Me Blisters)